# Гірські голуби
Gymnophaps — рід голубових. Містить 3 види.

## Поширення
Ці птахи живуть в лісистих пагорбах і горах деяких островів у східній Індонезії і в Меланезії. 

## Морфологія
Відмітною характеристикою є те, що вони мають яскраво-червону шкіру навколо очей. В іншому, вони темно-сірі на спині і крилах, зі світлими головами і низом. Самці і самиці в основному виглядають однаково, хоча самиці мають сіріші черева, ніж самці. Довжина тіла коливається в залежності від виду від 33 до 38 сантиметрів. Мають 12-перий хвіст, і їх політ є швидким і стрімким.

## Поведінка
Це деревні птахи, які споживають фрукти. Їх бачать, як правило, в зграях від 10 до 100 чи більше птахів. Їх вокалізація приглушена або хрипка. 